# Farkhana
Farkhana (in berbero: Farxana, ⴼⴰⵔⵅⴰⵏⴰ; in arabo فرخانة‎?) è una città del Marocco, nella provincia di Nador, nella Regione Orientale.
La città è anche conosciuta come Farẖānah e Farkhâna.